# Kusá hora
Kusá hora je přírodní památka poblíž obce Pěšice v okrese Ústí nad Orlicí, nicméně území leží i v okrese Chrudim. Území spravuje Krajský úřad Pardubického kraje.
Důvodem ochrany je zachování lesních biotopů s výskytem čistých bučin a smíšených dubohabrových porostů na opukovém podloží se zastoupením jedlí a acidofilních doubrav, a dále botanicky cenných hajních a teplomilných druhů rostlin na stráních nad osadami Štěnec, Domanice a Srbce i v údolí Řepnického potoka jako například kokoříku mnohokvětého (Polygonatum multiflorum), lilie zlatohlavé (Lilium martagon), dymnivky duté (Corydalis cava), střevičníku pantoflíčku (Cypripedium calceolus) aj., z vodních rostlin prustky obecné (Hippuris vulgaris) na rybníku Štěnec a vstavačů ve vlhkých porostech k tomuto rybníku přilehlých.
Během botanického průzkumu nelesní vegetace bylo zjištěno 34 nelesních vegetačních typů. Na území přírodní památky bylo nalezeno 68 ohrožených druhů rostlin.
Během vertebratologického průzkumu přírodní památky v letech 1992–1994 byl zaznamenán výskyt 170 druhů obratlovců (9 druhů ryb, 10 druhů obojživelníků, 5 druhů plazů, 109 druhů ptáků, 37 druhů savců).